# 불협화음 (머드 더 스튜던트의 노래)
불협화음은 머드 더 스튜던트의 노래이자 쇼미더머니 10에서 나온 노래이다. 2021년 11월 27일에 발매되었다.